# Delta Sculptoris
Delta Sculptoris (27 Sculptoris) é uma estrela na direção da constelação de Sculptor. Possui uma ascensão reta de 23h 48m 55.48s e uma declinação de −28° 07′ 48.1″. Sua magnitude aparente é igual a 4.59. Considerando sua distância de 143 anos-luz em relação à Terra, sua magnitude absoluta é igual a 1.37. Pertence à classe espectral A0V.